# Oligodendrocyt
Oligodendrocyty či oligodendroglie jsou buňky patřící do skupiny neuroglií. Jsou střední velikosti s malým počtem krátkých výběžků. Obklopují axony neuronů v centrální nervové soustavě (CNS) a vytvářejí na nich myelinové pochvy. Myelinová pochva vzniká rotací výběžku oligodendrocytů kolem axonů. Jedna takováto buňka může vytvářet myelin až pro 35 axonů. Kromě toho se při zvýšeném funkčním zatížení podílejí oligodendrocyty i na zajištění metabolismů neuronů.